# أيابانه
أيابانه أو غافث البرازيل (الاسم العلمي Ayapana triplinervis)، جنبة عشبية طبية معمرة من فصيلة النجمية مهدها البرازيل.
سوقها أسطوانية جؤفاء تعلو نحو المتر. أوراقها مُركبة ثُلاثية، مُتقابلة، لونها إلى الأصفر المُشقر، طعمها عَقُول مر، رائحتها مُعطرة ذكية تتلاقى ورائحة
الكومرونة. أزهارها إبطية. في الأوراق كومارين، دُهن فيه مركبات تربانيكية وفيه فينول. مُماثلة لخصائص الشاي، مقوية، معرقة بارزة،
مضادة لفساد الدم. الأوراق أعيد إدراجها في الفرماكوبيا (دستور أدوية) الحديثة وتدخل في الكثير من المستحضرات الطبية.